# Amaea retifera
Amaea retifera är en snäckart som först beskrevs av Dall 1889.  Amaea retifera ingår i släktet Amaea och familjen vindeltrappsnäckor. Inga underarter finns listade i Catalogue of Life.